# International Metalworking Companies
Die International Metalworking Companies (IMC) mit Firmensitz in den Niederlanden sind eine Gruppe von Hartmetall-Werkzeugherstellern.
1952 gründete Stef Wertheimer in Naharija, Israel die Firma ISCAR (Israel Carbide). In den darauffolgenden Jahrzehnten baute er eine Unternehmensgruppe auf, die 2006 zu 80 % von Warren Buffetts Berkshire Hathaway übernommen wurde. 2013 übernahm er die restlichen 20 %.

## Tochterunternehmen
- CTMS
- Ingersoll
- ISCAR
- IT.TE.DI.
- Métaldur
- Outiltec
- STS
- TaeguTec
- Tool-Flo Inc.
- Tungaloy
- Unitac Inc.
- UOP S.p.A.
- Wertec
- MORSE
- IMC-Dalian